# Заблоце (Велюнський повіт)
Заблоце (пол. Zabłocie) — село в Польщі, у гміні Біла Велюнського повіту Лодзинського воєводства.
Населення — 215 осіб (2011).
У 1975-1998 роках село належало до Серадзького воєводства.

## Демографія
Демографічна структура станом на 31 березня 2011 року:
|          | Загалом | Допрацездатний вік | Працездатний вік | Постпрацездатний вік |
| -------- | ------- | ------------------ | ---------------- | -------------------- |
| Чоловіки | 102     | 21                 | 69               | 12                   |
| Жінки    | 113     | 30                 | 54               | 29                   |
| Разом    | 215     | 51                 | 123              | 41                   |